# مهرداد رضایی
مهرداد رضایی (زاده ۳ شهریور ۱۳۶۹ همدان) بازیکن فوتبال اهل ایران است که در پست هافبک بازی می‌کند.

## دوران باشگاهی
از باشگاه‌هایی که وی در آن بازی کرده است می‌توان به پاس همدان، سیاه‌جامگان، پدیده، بادران و مس رفسنجان اشاره کرد. وی در آخرین روزهای نقل و انتقالات لیگ برتر فوتبال ایران مورد توجه مربی سابق خود محمد ربیعی قرار گرفت و به باشگاه فوتبال ذوب آهن اصفهان پیوست.

## افتخارات
مس رفسنجان
- لیگ آزادگان (۱): ۹۹–۱۳۹۸